# 泰迪·奎利文
泰迪·奎利文（英語：Teddy Quinlivan，1994年6月22日—），模特兒，美國波士頓出生，2015獲路易威登的創意總監尼古拉·蓋斯奇埃爾發掘，曾為卡羅琳娜·海萊拉、傑里米·斯科特、吳季剛等世界知名的設計師走秀。